# Aretusa

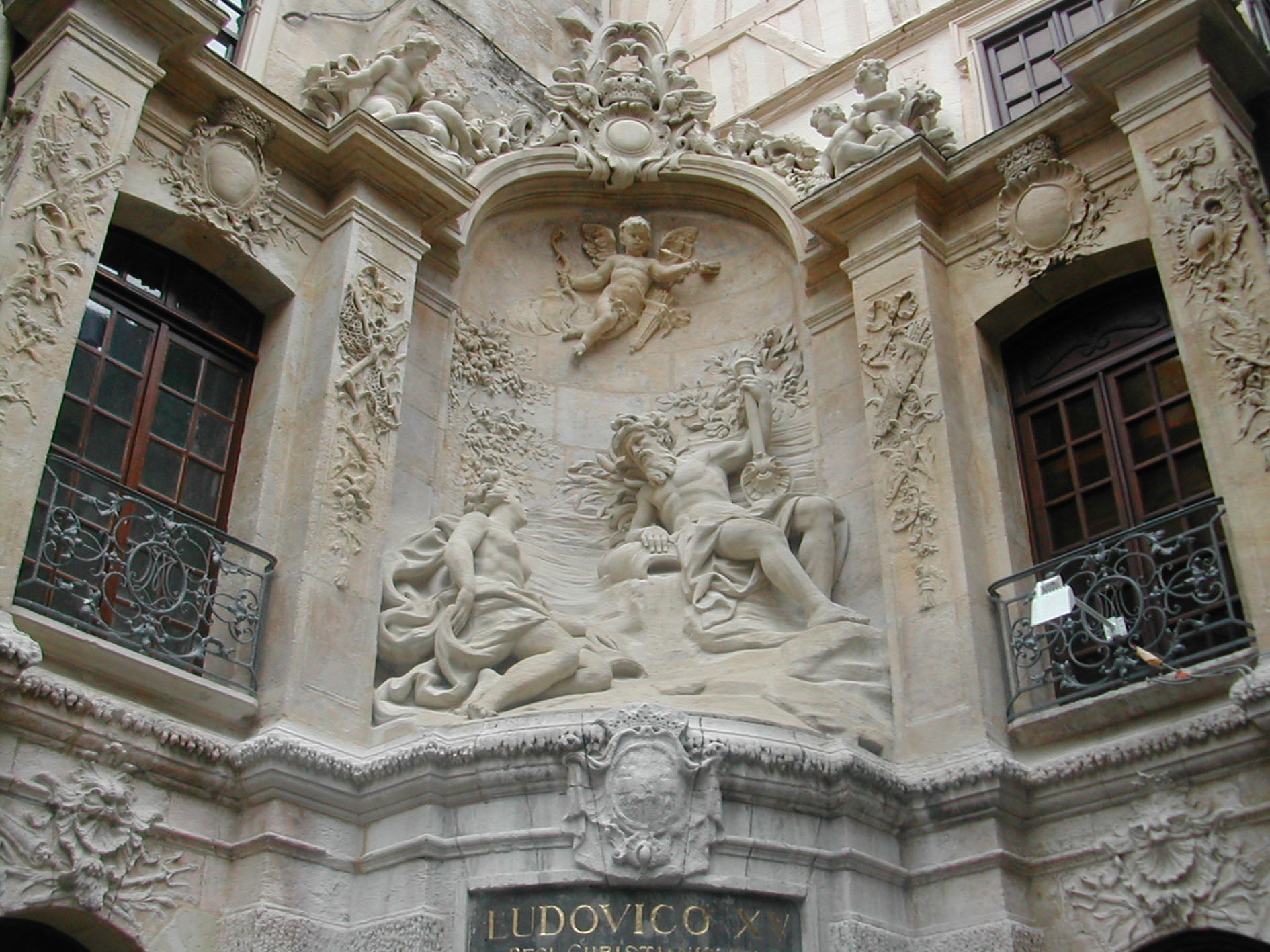
la Storia di Alfeo e Aretusa sulla fontana rococò del Gros-Horloge di Rouen.

Aretusa (in greco antico: Ἀρέθουσα?, Arèthūsa; in latino Arethūsa) è un personaggio della mitologia greca, figlia di Nereo e di Doride.

## Il mito
Il dio Alfeo, figlio di Oceano, si innamorò di lei spiandola mentre faceva il bagno nuda.
Aretusa però fuggì dalle sue molestie, scappando sull'isola di Ortigia, a Siracusa, chiedendo soccorso alla dea Artemide, che la tramutò in una fonte. Zeus, commosso dal dolore di Alfeo, lo mutò in fiume a sua volta, permettendogli così, dal Peloponneso, in Grecia, di percorrere tutto il Mar Ionio per unirsi all'amata fonte. Forse in ragione di questa unione simbolica tra le due sponde dello Ionio, Strabone afferma:
(Strabone, 6, 2, 4.)
Ancora oggi il mito rivive nell'isola di Ortigia grazie alla cosiddetta Fonte Aretusa, uno specchio di acqua che sfocia nel Porto Grande di Siracusa.
Secondo una versione, localizzata invece nell'isola di Eubea, Aretusa ebbe da Poseidone il figlio Abante, progenitore del popolo degli Abanti.

## Aretusa nella cultura
La ninfa è citata in una gran quantità di opere; fra queste si ricordano:
- Ovidio, Metamorfosi, V, 572 e segg.
- Esiodo, Teogonia 337 e segg.
- Omero, Odissea, XIII, 478-482.
- Pausania. Descrizione della Grecia, V, 7, 3 ed altri luoghi.[5][6]
- Virgilio, Bucoliche, X, 1.
- Virgilio, Georgiche, IV, 344, 351.
- Virgilio, Eneide, III, 694 e segg.
- Teocrito, Idilli (XVI).
- Giovanni Pascoli, Il ritorno (penultimo inno nella raccolta Odi e inni)
- Giosuè Carducci, Rime nuove (LXIII).
- Dante, Inferno, XXV, 97.
- Boccaccio, Comedia delle ninfe fiorentine (XVIII) e Amorosa visione (XXV).
- Sannazaro, Arcadia (prosa XII)
- Ariosto, Orlando furioso (canto VI, ottava XIX).
- Chiabrera, seconda canzonetta a Geronima Corte.
- Montale, L'estate, in Le occasioni, verso 8.
- Mario Luzi, Evento, in Avvento Notturno, v. 10.
- Salvatore Quasimodo, Auschwitz, in Il falso e vero verde, v. 26.
- Gabriele D'Annunzio, L'Oleandro e L'Onda (dalla raccolta Alcyone).
- Percy Bysshe Shelley, Arethusa, 1820.
- John Keats, Endimione.
- Alberto Lollio (1508-69), Aretusa (1563), un esempio di poesia pastorale drammatica.
- Marco Castello, nella canzone Dracme, in Pezzi della sera (2023).[7]

Nonché diverse poesie dell'Arcadia (da Marino a Jacopo Sannazzaro a diversi altri).

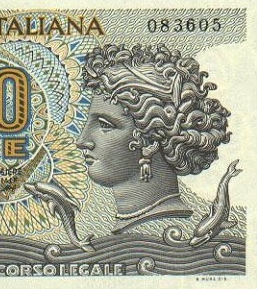
Dettaglio di una banconota da 500 lire italiane.

Nel 1966, Aretusa venne raffigurata sulla vecchia banconota da 500 lire italiane.

### Antica
- Ovidio, Metamorfosi V, 572 e segg.;
- Esiodo Teogonia V, 338;
- Omero Odissea;
- Pausania, Descrizione della Grecia.

### Moderna
- Fernando Palazzi e Giuseppe Ghedini, Piccolo dizionario di mitologia e antichità classiche, 15ª ed., Milano, Arnoldo Mondadori, luglio 1940  [agosto 1924], SBN UMC0744566.